# Droits des sourds en France
Les droits des sourds en France sont des droits, théoriques ou réels, dont la défense est un objectif afin de parvenir à une société plus égalitaire en France avec les lois françaises.

## Droits et leur histoire

### Vote
Après la révolution française en 1789, on invente le vote mais peu de gens ont le droit de voter donc les sourds ne sont pas les seuls exclus du vote. À partir du 5 mars 1848, on crée le suffrage universel masculin qui signifie que seuls les hommes en âge de voter peuvent s’exprimer dans les urnes. Or les hommes sourds-muets ont eu le droit de voter ce jour. Malheureusement, comme les femmes et les sourdes-muettes n’ont pas de droit de voter. Depuis le 21 avril 1944 où le droit de vote accordé aux femmes, les sourdes-muettes ont enfin le droit de voter.

### Le mariage
Avant XIIe siècle, le mariage pour les sourds, ou l'union d'une personne sourde avec une personne entendante, était impossible car les futurs époux se devaient d'exprimer clairement leur consentement, ce qui à l'époque revenait à devoir dire « oui » devant les témoins et le prêtre. Or, à l'époque, des sourds ne sont pas capables de répondre « oui » oralement. Mais il n'existe pas de loi qui interdise le mariage des couples sourds. Le pape Innocent III crée une décrétale du mariage pour la première fois lors du IVe concile du Latran, dans laquelle il autorise le mariage d'un sourd-muet, même ignare à condition qu'il exprime sa volonté d'une façon claire et intelligible, avec exigence du consentement libre et public des époux, échangé de vive voix dans un lieu ouvert (contre les rapts). » Entre le XIIe siècle et les années 1840, seul le mariage entre un entendant et un sourd était possible. Ce n'est qu'à partir de 1848 qu'un couple sourd put se marier.

### Permis de conduire

#### Permis B
Le 31 décembre 1922, le permis de conduire est devenu obligatoire dans toute la France, mais les handicapés et les sourds n'y avaient pas accès. Ces derniers se déplaçaient alors à cheval, à vélo, à pied… jusqu'à ce que le ministre Robert Buron signe, le 3 août 1959, l'arrêté ministériel autorisant les sourds à passer des examens de conduire, et à obtenir leur permis. Malgré cette nouvelle loi, la visite médicale fut souvent difficile pour les sourds : certains médecins refusant de les accréditer.

#### Permis C
Les sourds sont rarement autorisés de conduire des camions car souvent les médecins refusent à cause de la surdité[réf. nécessaire].
Mais depuis quelques années, grâce au groupe de travail dirigé par Audrey Florenceau avec ses collègues Christophe Moity et Youssef B en étroite collaboration avec Pascal Marceau de FNSF.
La loi a été modifiée pour que les personnes sourdes puissent passer le permis.
Audrey Florenceau est la première femme sourde à avoir les permis poids et super poids lourds en France en 2015.

#### Permis BE
Le permis remorque de plus de 750 kg est autorisé aux sourds.

### Aviation

#### Permis de piloter
Un pilote privé en aéronautique est autorisé pour les sourds pour les ULM[réf. nécessaire].

### Succession
En France, instauré le 21 mars 1804 et non modifié depuis, l'article 936 du code civil prévoit que les sourds-muets qui ne savent pas écrire doivent être mis sous le régime de curatelle pour pouvoir accepter une succession. La langue des signes n'est donc pas reconnue par ce texte.

## Interdit pour les sourds

### Militaire
Les sourds n'ont pas de droit de servir en militaire à cause de la loi Freycinet du 15 juillet 1889.

### Aviation

#### Drone
Le 24 décembre 2015, le gouvernement a publié dans deux arrêtés la nouvelle réglementation applicable aux drones civils qui surligne: « Le télépilote d'un aéronef qui circule sans personne à bord évoluant en vue détecte visuellement et auditivement tout rapprochement d'aéronef. Il cède le passage à tout aéronef habité et applique vis-à-vis des autres aéronefs qui circulent sans personne à bord les dispositions de prévention des abordages prévues par les règles de l'air annexées au règlement d'exécution (UE) n° 923/2012 susvisé. ».
Le site numerama a traduit cette définition : « Le pilotage d’un drone est interdit aux sourds. Le télépilote doit en effet veiller à « détecter visuellement et auditivement tout rapprochement d’aéronef » pour prévenir toute collision et respecter les règles précitées. ». Cette loi est injustifiable pour les sourds[réf. nécessaire].

## Autres droits pas encore étudiés
Les autres droits des sourds ne sont pas encore analysés ici :
- le droit à l'égalité devant la loi
- le droit d'exercer une fonction publique ;
- le droit de travailler ;
- le droit à un salaire égal (à compétence égale) à celui des personnes normales ;
- le droit à la propriété ;
- les droits parentaux ;
- les droits religieux ;
- le droit de passer un contrat;
- le droit à la citoyenneté ;
- le droit à l'éducation ;